# West Coast Tour
West Coast Tour este turneul de debut al formației R5, pentru a își promova muzica și serialul Austin & Ally. Membrul formației R5, Ross Lynch, este actorul care are rolul principal în serialul original de pe Disney Channel, Austin & Ally. Turneul a început pe data de 3 mai 2012 și s-a terminat pe data de 15 mai 2012.

## Tracklist
1. „Double Take” (cântec din Austin & Ally)
2. „Take You There”
3. „Cali Girls”
4. „Baby It's You”
5. „Not a Love Song” (cântec din Austin & Ally)
6. „All About the Girl”
7. „Love to Love Her”
8. „Call Me Maybe” (Carly Rae Jepsen cover)
9. „Wishing I Was 23”
10. „DNA”
11. „What Do I Have To Do?”
12. „Heard It on the Radio” (cântec din Austin & Ally)
13. „Anything You Want”
14. „Say You'll Stay”
15. „Keep Away From This Girl”
16. „A Billion Hits” (cântec din Austin & Ally)

## Datele turneului
| Data            | Orașul          | Țara            | Locul             |
| America de Nord | America de Nord | America de Nord | America de Nord   |
| --------------- | --------------- | --------------- | ----------------- |
| 3 mai 2012      | Orangevale      | Statele Unite   | The Boardwalk     |
| 4 mai 2012      | Bakersfield     | Statele Unite   | Jerry's Pizza     |
| 5 mai 2012      | Santa Ana       | Statele Unite   | Yost Theater      |
| 6 mai 2012      | Phoenix         | Statele Unite   | Crescent Ballroom |
| 9 mai 2012      | Denver          | Statele Unite   | Bluebird Theatre  |
| 10 mai 2012     | Salt Lake City  | Statele Unite   | Club Sounds       |
| 11 mai 2012     | Boise           | Statele Unite   | The Venue         |
| 13 mai 2012     | Seattle         | Statele Unite   | El Corazon        |
| 14 mai 2012     | Portland        | Statele Unite   | Hawthorne Theatre |
| 15 mai 2012     | San Francisco   | Statele Unite   | Slim's            |